# Bad Piggies
Bad Piggies är ett spinnoffspel av Angry Birds också gjord av Rovio Entertainment.  Istället för att hjälpa fåglarna ska man hjälpa hantlangargrisarna och mekanikergrisen att bygga fordon i all form för att sno äggen. Det är enkla farkost av trä eller järn (likadant som i Angry Birds) och hjul, läskflaskor, paraplyer (för att skapa luftmotstånd), motorer, fläktar, ballonger, dynamit, rep och raketer. 
Det finns olika saker att göra i olika nivåer, som varierar. 
Spelet har fått en Silver Award av Mark Brown.